# الغرا (المفلحي)

تعديل مصدري - تعديل

الغرا هي إحدى قرى عزلة المفلحي بمديرية المفلحي التابعة لمحافظة لحج، بلغ تعداد سكانها 738 نسمة حسب تعداد اليمن لعام 2004.